# Шклярский, Эдмунд Мечиславович
Э́дмунд Мечисла́вович Шкля́рский (род. 26 сентября 1955, Ленинград) — советский и российский певец, поэт, музыкант-мультиинструменталист, композитор, художник. Лидер, гитарист и вокалист рок-группы «Пикник».

## Биография
Поляк по отцу, с детства общался на двух языках — русском и польском, по вероисповеданию — католик.
Вырос в семье с музыкальными традициями, учился в музыкальной школе по классу фортепиано, но не окончил её, проучившись пять лет. Учился играть на скрипке, однако знакомство с рок-н-роллом поставило крест на его академической карьере. Имеет высшее образование по специальности «электрическая часть атомных станций и установок», электромеханический факультет Ленинградского Политехнического института. В середине 1960-х годов услышал The Beatles, The Rolling Stones, The Animals и под впечатлением от услышанного стал осваивать гитару.
Осенью 1973 года некоторое время репетировал с «Аквариумом», в группе тогда играли Гребенщиков и Гуницкий, в качестве гитариста (играл только на акустической гитаре), но, в конце концов, предпочёл идти своим путём. Сам он в интервью поясняет:

«Тогда многие могли играть где угодно. Группы распадались, потом соединялись. Происходило броуновское движение. Составы менялись. Бывшие конкуренты становились единомышленниками».

Годом позже поступил в Ленинградский политехнический институт, где издавна были сильны традиции студенческих фестивалей и расцветала местная рок-сцена, и той же осенью организовал свою первую группу «Удивление». Примерно в то же время десятиклассник Женя Волощук (позднее тоже поступивший в Политех) организовал группу «Орион». Весной 1977 года Шклярский стал пианистом и вторым певцом «Ориона». Вскоре «Орион» меняет название на «Пикник» и 7 марта 1981 года играет на открытии Ленинградского рок-клуба. Весной 1983 года группа становится лауреатом первого рок-фестиваля в Ленинграде.
В январе 2009 года Шклярский был награждён «Свидетельством и Почётным знаком святой Татьяны» за подписью Митрополита Санкт-Петербургского и Ладожского Владимира.
Принимал участие в дубляже мультфильма «Кошмар перед Рождеством».
Шклярский является автором музыки и заглавных песен к сериалам «Королевство кривых» и «Закон мышеловки».
16 марта 2018 года Шклярский серьёзно пострадал в ДТП с микроавтобусом, перевозившим группу на концерт.

## Семья
Дед — Феликс-Юлиан Николаевич Шклярский (1883—1955). Отец — Мечислав Феликсович Шклярский (8 января 1920—2012) — горный инженер, лауреат Государственной премии СССР. Мать, Ирина Сергеевна Шклярская (род. 18 июня 1927), работала преподавательницей Консерватории, вела общий курс фортепиано.
Жена — Елена Павловна Шклярская (род. 6 ноября 1959).
- Дочь — Алина Шклярская (род. 29 мая 1984).
  - Внук — Иоанн (род. 18.10.2018)[8].
  - Внучки-двойняшки Женевьева и Элеонора (род. 16 июля 2020)[9].

- Сын Станислав, лидер группы «Инкогнито» (род. 27 января 1986).
  - Внук — Ян (род. 9 января 2019)[10].
  - Внук — Эрик (род. 20 мая 2021)[11].